# Catacolpodes
Catacolpodes is een geslacht van kevers uit de familie van de loopkevers (Carabidae). De wetenschappelijke naam van het geslacht is voor het eerst geldig gepubliceerd in 1985 door Basilewsky.

## Soorten
Het geslacht Catacolpodes omvat de volgende soorten:
- Catacolpodes aeneicollis (Jeannel, 1948)
- Catacolpodes arcticollis (Jeannel, 1951)
- Catacolpodes brachypterus Basilewsky, 1985
- Catacolpodes brevicornis (Jeannel, 1948)
- Catacolpodes carayoni Basilewsky, 1985
- Catacolpodes chalcotinctus Basilewsky, 1985
- Catacolpodes cordicollis Basilewsky, 1985
- Catacolpodes depressus (Jeannel, 1951)
- Catacolpodes divaricatus (Jeannel, 1948)
- Catacolpodes dolius (Alluaud, 1909)
- Catacolpodes eugrammus (Alluaud, 1932)
- Catacolpodes eutinctus Basilewsky, 1985
- Catacolpodes gitonius (Alluaud, 1935)
- Catacolpodes labathiei (Jeannel, 1948)
- Catacolpodes languidus Basilewsky, 1985
- Catacolpodes longespinosus (Basilewsky, 1970)
- Catacolpodes micheli (Jeannel, 1951)
- Catacolpodes mocquerysi (Jeannel, 1948)
- Catacolpodes nanus Basilewsky, 1985
- Catacolpodes petrorum Basilewsky, 1985
- Catacolpodes renaudi Basilewsky, 1985
- Catacolpodes rhagodus (Basilewsky, 1970)
- Catacolpodes scitoides Basilewsky, 1985
- Catacolpodes scitus (Jeannel, 1948)
- Catacolpodes scrobiculatus Basilewsky, 1985
- Catacolpodes sicardi (Alluaud, 1909)
- Catacolpodes silvicola (Jeannel, 1951)
- Catacolpodes sinopis (Alluaud, 1935)
- Catacolpodes solitarius Basilewsky, 1985
- Catacolpodes variolosus (Alluaud, 1897)